# Пучікварська мова
Пучіква́рська мо́ва (англ. A-Pucikwar, Puchikwar, Pucikwar language) — мова пучікварів, тубільного племені Андаманських островів. Одна з мов Індії. Належала до центральної підгрупи великоанданамських мов андаманських мов. Була поширена на островах Середній Андаман, північному сході острова Південний Андаман і Баратанг. Власна писемність відсутня. Мертва мова з середини ХХ століття; за іншими даними — в 2006 році нараховувалося менше 10 осіб, які знали цю мову. Код ISO 639-3 — apq.

## Класифікація
Згідно з Ethnologue:
1. Андаманські мови (Andamanese; 14 мов)
  1. Великоандаманські мови (Great Andamanese; 11 мов)
    1. Центральна група (Central, 6 мов)
      1. Пучікварська мова (A-Pucikwar)